# Pieter Waller
Pieter Wilhelm Waller (ur. 5 stycznia 1869 w Amsterdamie, zm. 19 czerwca 1938 w Overveen) – holenderski strzelec (olimpijczyk) i filatelista.
Brał udział w Letnich Igrzyskach Olimpijskich 1920. Startował tylko w trapie drużynowym, w którym zajął szóste miejsce.
Był uznanym filatelistą, napisał dwie publikacje o znaczkach pocztowych: De eerste postzegels van Nederland:uitgifte 1852 (1934) oraz De poststempels van Nederland:1676-1915 (wydana w 1990 roku, czyli ponad 50 lat po śmierci autora).

## Wyniki olimpijskie
| Igrzyska | Konkurencja     | Wynik                | Miejsce  | Źródło |
| -------- | --------------- | -------------------- | -------- | ------ |
| IO 1920  | Trap, drużynowo | 222 punkty drużynowo | 6 (na 8) | [ 3 ]  |